# Felice Barbetta
Felice Barbetta (Bolzano, 11 novembre 1937) è un ex calciatore italiano, di ruolo difensore.

## Carriera
Nel ruolo di centromediano, nel 1957 debutta tra i dilettanti con il Bolzano per trasferirsi successivamente al Milazzo.
Nel 1961 gioca in Serie D con il Caltagirone e l'anno seguente passa alla Reggina, con cui vince il campionato di Serie C 1964-1965 e disputa i due successivi campionati di Serie B totalizzando 53 presenze.
Nel 1967 torna a giocare in Serie C con la maglia del Crotone.

## Palmarès

### Club

#### Competizioni nazionali
- Serie C: 1

Reggina: 1964-1965